# Cissus viridescens
Cissus viridescens är en vinväxtart som beskrevs av Henry Nicholas Ridley. Cissus viridescens ingår i släktet Cissus och familjen vinväxter. Inga underarter finns listade i Catalogue of Life.